# 刈谷日劇

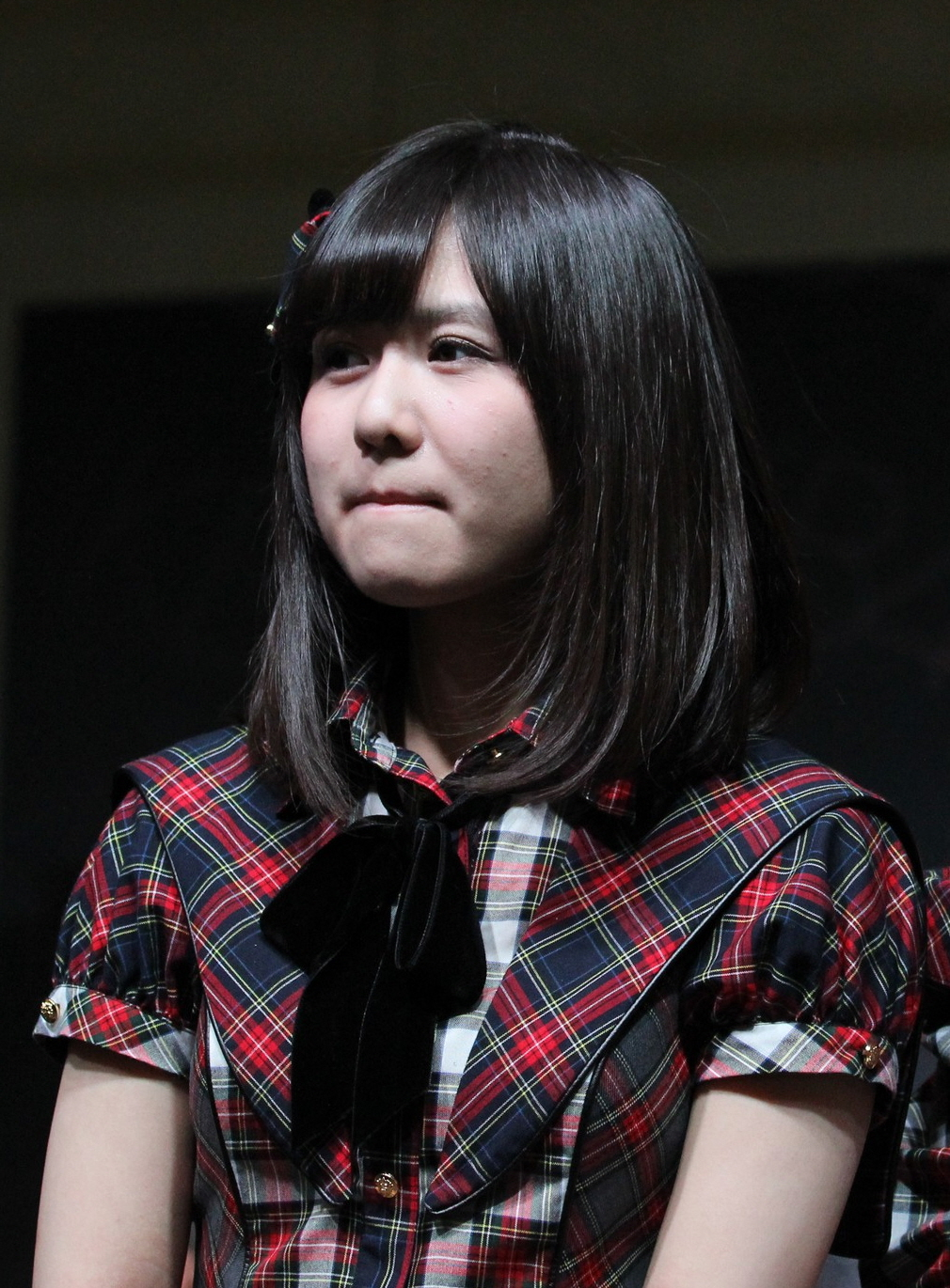
『放課後ロスト』の舞台挨拶で訪れた佐藤すみれ

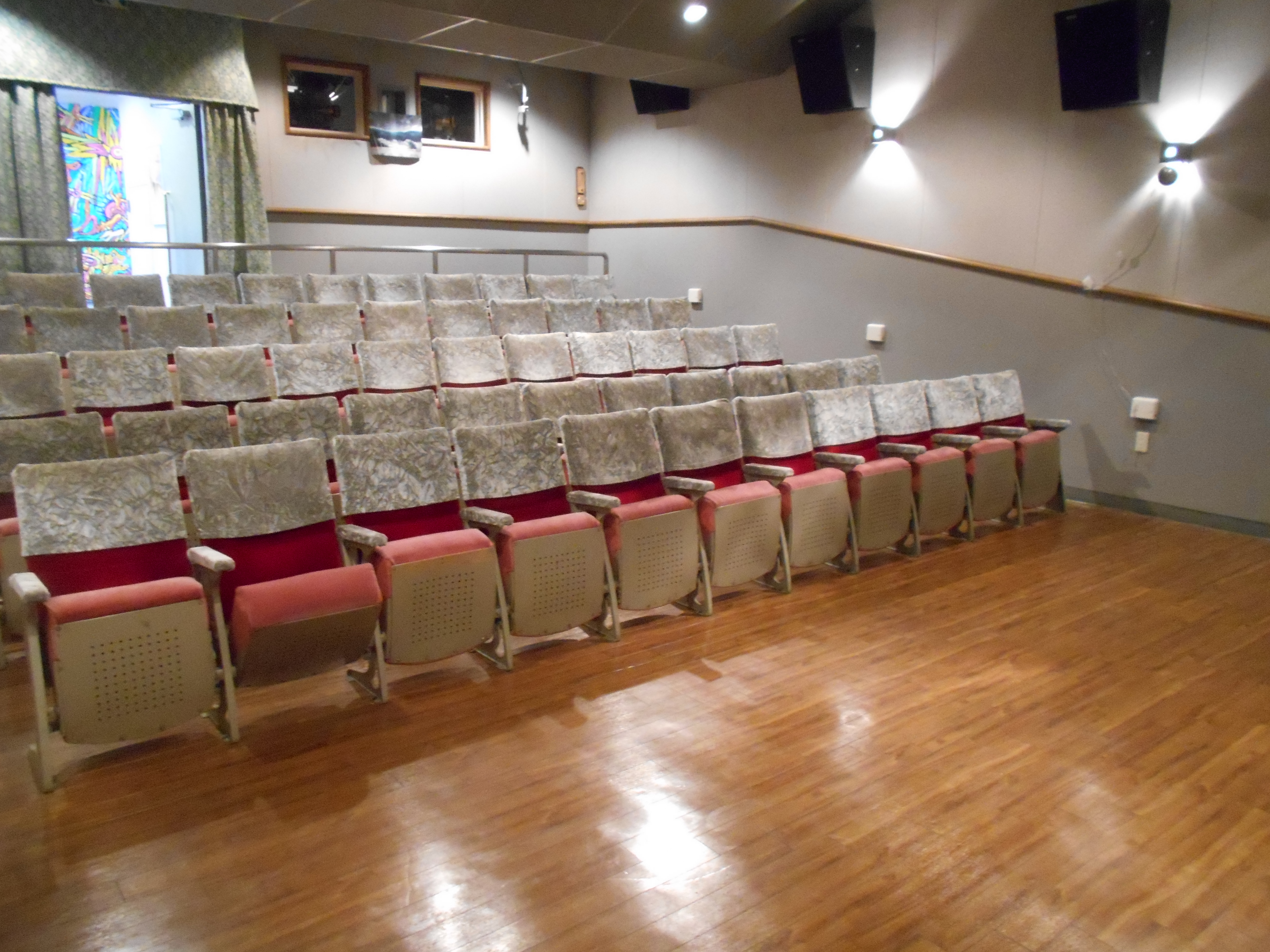
スクリーン2の座席

刈谷日劇（かりやにちげき）は、愛知県刈谷市御幸町4丁目208にある映画館。

## 概要
1954年（昭和29年）に洋画専門映画館として開業し、1971年（昭和46年）5月に移転、2012年（平成24年）からは単館系ミニシアターとして営業している。
2012年（平成24年）8月末にデジタル映画の設備を導入した。2012年（平成24年）には近隣の大黒座が閉館し、刈谷日劇が刈谷市内に存在する唯一の映画館となった。
刈谷市や知立市でロケが行われ、2022年11月11日より公開された映画『わたしのお母さん』の製作委員会における幹事会社及び制作プロダクションとなっている。

## 沿革
- 1954年（昭和29年）5月 - 刈谷市広小路町に洋画専門館日本劇場として開館。当時は一週間単位で3本立ての上映スケジュールであった。当館開館時の刈谷市には、刈谷映画劇場と大黒座の2館があった[1][3]。
- 1971年（昭和46年）5月 - 現在地である刈谷市御幸町のアイサンビルに移転。当時のアイサンビルは1階がパチンコ店、2階が日劇、3階が日劇3と成人映画専門の刈谷小劇、5階がサウナだった[1]。
- 2001年（平成13年）5月 - リニューアル。1・2階をパチンコ店とし、サウナだった5階に映画館2館を移転。3階の日劇3を閉館とし、刈谷日劇、小劇の2館体制に変更。
- 2012年（平成24年）8月 - 2スクリーンで再スタート。
- 2014年（平成26年）
  - 8月2日 - 『5つ数えれば君の夢』が上映され、同作監督の山戸結希が舞台挨拶で来館[4]。
  - 9月5日 - 『放課後ロスト』上映時に、同作出演の佐藤すみれと監督の名倉愛が舞台挨拶で来館[5]。
- 2015年（平成27年）
  - 3月28日 - 『味園ユニバース』上映に合わせて行われた山下敦弘監督の特集上映時に、山下監督本人が俳優の大津尋葵[6]と共に来館[7]。
- 2016年（平成28年）
  - 11月19日 - 『夢二〜愛のとばしり』が上映され、同作出演の黒谷友香が舞台挨拶で来館[8]。
- 2017年（平成29年）
  - 7月22日 - 『いのちあるかぎり 木田俊之物語』上映時に、同作出演の鈴木まりやが舞台挨拶で来館[9]。
- 2018年（平成30年）
  - 9月21日 - 上映機器の設備不良により上映が不可能となり、同日以降休業[10]。なお、10月5日に予定されていた『棘の中にある奇跡 〜笠間の栗の木下家〜』初日舞台挨拶は刈谷市産業振興センター小ホールで舞台挨拶付き上映会を行うことで対応した[11]。
  - 11月3日 - 営業再開。

## データ
- 所在地 : 愛知県刈谷市御幸町4丁目208番地 愛三ビル5階
北緯34度59分2.54秒 東経136度59分35.718秒 / 北緯34.9840389度 東経136.99325500度
- 休館日 : 不定期
- 割引[12] : 映画の日（毎月1日）、愛三ビルの日（毎月3・13・23・30・31日）、水曜レディースディ、朝一回目の上映、レイトショー
- 座席数 : スクリーン1 : 76席、スクリーン2 : 55席

## 特徴
洋画新作中心のスクリーン1と、邦画、洋画旧作、単館系作品を中心としたスクリーン2の2スクリーンで営業を行う。また、スクリーン2ではデジタル映写機での上映と並行し、アナログ映写機での上映も行う日本国内でも数少ない映画館となっている。スクリーン2は入退場自由の2本立てであり、スクリーン1とスクリーン2で料金が異なる。上映作品は昭和の邦画から最新の単館上映作品、また海外の名作まで多岐に渡る。

## 周辺
映画館の周辺は商店街になっている。鉄道でのアクセスは名鉄三河線 刈谷市駅から徒歩で約1分、JR東海道本線 刈谷駅からは徒歩で約20分である。バスでは刈谷市公共施設連絡バス小垣江線「刈谷市駅」バス停下車、徒歩で約1分。アイサンビルに隣接して無料駐車場があり、ビル全体で100台を収容できる。